# Volta a Brandenburg
La Volta a Brandenburg (en alemany Brandenburg-Rundfahrt) va ser una competició ciclista per etapes que es disputava a l'estat de Brandenburg, Alemanya. La primera edició de la cursa es disputà el 2001 i va durar fins al 2008 amb dos anys d'interrupció.

## Palmarès
| Anno      | Vencedor           | Segon            | Tercer          |
| --------- | ------------------ | ---------------- | --------------- |
| 2001      | Christian Lademann | Timo Scholz      | Gustav Larsson  |
| 2002      | Timo Scholz        | Christian Müller | Mark Fitzgerald |
| 2003      | Jean Nuttli        | Luke Roberts     | Martin Müller   |
| 2004-2006 | No disputada       |                  |                 |
| 2007      | Roger Kluge        | Christian Kux    | Jörg Lehmann    |
| 2008      | Roger Kluge        | Marcel Kittel    | John Degenkolb  |